# Bertrancourt
Bertrancourt település Franciaországban, Somme megyében. Lakosainak száma 212 fő (2022. január 1.). Bertrancourt Sailly-au-Bois, Bus-lès-Artois, Coigneux, Courcelles-au-Bois, Forceville és Mailly-Maillet községekkel határos.

## Népesség
A település népességének változása:
| Lakosok száma | 220  | 227  | 232  | 223  | 218  | 212  | 213  | 213  | 212  |
|               | 2013 | 2015 | 2016 | 2017 | 2018 | 2019 | 2020 | 2021 | 2022 |